# FA Community Shield
De FA Community Shield (voormalig de Charity Shield geheten) is een Engelse voetbaltrofee, uitgereikt door de Engelse Football Association (FA). De Shield wordt jaarlijks "bevochten" in een wedstrijd tussen de winnaar van de Premier League en de winnaar van de FA Cup. Als een team de Double wint (dat wil zeggen: zowel de League als de Cup wint), speelt dat team tegen het als tweede geplaatste team uit de League om de Community Shield. De wedstrijd wordt traditioneel gespeeld in het weekend voor het begin van het Engelse voetbalseizoen. De wedstrijden worden jaarlijks afgewerkt in het Wembley in Londen om 15.00 uur Engelse tijd.
De eerste Shield-wedstrijd was in 1908, toen ter vervanging van de eerdere Sheriff of London Charity Shield die in 1898 was ingevoerd. De Shield zette de traditie voort van een wedstrijd van professionals tegen amateurs, die ook de grondslag was van de eerdere wedstrijden (de zogeheten "traditie van de gentlemen en spelers"). De eerste wedstrijd was tussen Manchester United en de Queens Park Rangers. De divisie stond toen niet in hoog aanzien en de wedstrijden waren informele einde-seizoenswedstrijden tussen teams die vaak speciaal voor die ene wedstrijd waren samengesteld.
Mettertijd kwam het principe van professionals tegen amateurs echter te vervallen en rond 1930 had de competitie zich ontwikkeld tot een tussen de winnaar van de Cup versus de winnaar van de League (hoewel van tijd tot tijd ook de kampioenen van de Southern League en de Division Two meededen). Deze opzet is sindsdien onveranderd gebleven, met uitzondering van het jaar 1950 toen de Shield gespeeld werd door het Engelse WK-team en een FA-team dat net op tournee geweest was door Canada.
De datum van de wedstrijd werd in 1959 verplaatst naar het begin van het seizoen en in 1974 kwam Ted Croker, toenmalig secretaris van de FA, met de opzet dat de wedstrijd gehouden zou worden in het nationale stadion en dat de opgebrachte gelden naar het goede doel zouden gaan. De wedstrijd wordt op de dag van spelen zelf beslist, desnoods met een verlenging van de wedstrijd en met penalty’s als de score gelijk is. Tot 1993 werd de cup gedeeld door de teams als er daarna geen beslissing was (met uitzondering van 1974, toen Liverpool won na een 1 – 1 gelijkspel en penalty’s).
In 2002 werd de wedstrijd omgedoopt tot Community Shield. Dit was onderdeel van een hervorming van de competitie na een klein schandaal rond de twijfelachtige verdeling van wedstrijdgelden over goede doelen.
Tot nog toe zijn de meest succesvolle teams in de competitie die van Manchester United, dat niet minder dan zestien keer gewonnen heeft (gedeelde cups meegeteld). De wedstrijd met de hoogste score was Manchester United tegen Swindon Town in 1911, met een eindstand van 8 – 4.
Hoewel een wedstrijd tussen de landskampioen en bekerwinnaar in veel landen vaak aangeduid wordt als Supercup is dat in Engeland niet het geval. In 1986 is er wel eenmalig om de Engelse Super Cup gespeeld.

## Finales
| Jaar                      | Winnaar                                        | Uitslag(en)           | Finalist                 | Stadion                     |
| ------------------------- | ---------------------------------------------- | --------------------- | ------------------------ | --------------------------- |
| 1908                      | Manchester United                              | 1 – 1, 4 – 0 (replay) | Queens Park Rangers      | Stamford Bridge, Londen     |
| 1909                      | Newcastle United                               | 2 – 0                 | Northampton Town         | Stamford Bridge, Londen     |
| 1910                      | Brighton & Hove Albion                         | 1 – 0                 | Aston Villa              | Stamford Bridge, Londen     |
| 1911                      | Manchester United                              | 8 – 4                 | Swindon Town             | Stamford Bridge, Londen     |
| 1912                      | Blackburn Rovers                               | 2 – 1                 | Queens Park Rangers      | White Hart Lane, Londen     |
| 1913                      | Engelse Professionals XI                       | 7 – 2                 | Engelse Amateurs XI      | The Den, Londen             |
| 1914 – 1919 niet gespeeld |                                                |                       |                          |                             |
| 1920                      | West Bromwich Albion                           | 2 – 0                 | Tottenham Hotspur        | White Hart Lane, Londen     |
| 1921                      | Tottenham Hotspur                              | 2 – 0                 | Burnley                  | White Hart Lane, Londen     |
| 1922                      | Huddersfield Town                              | 1 – 0                 | Liverpool                | Old Trafford, Manchester    |
| 1923                      | Engelse Professionals XI                       | 2 – 0                 | Engelse Amateurs XI      | Stamford Bridge, Londen     |
| 1924                      | Engelse Professionals XI                       | 3 – 1                 | Engelse Amateurs XI      | Highbury, Londen            |
| 1925                      | Engelse Amateurs XI                            | 6 – 1                 | Engelse Professionals XI | White Hart Lane, Londen     |
| 1926                      | Engelse Amateurs XI                            | 6 – 3                 | Engelse Professionals XI | Maine Road, Manchester      |
| 1927                      | Cardiff City                                   | 2 – 1                 | Corinthians              | Stamford Bridge, Londen     |
| 1928                      | Everton                                        | 2 – 1                 | Blackburn Rovers         | Old Trafford, Manchester    |
| 1929                      | Engelse Professionals XI                       | 3 – 0                 | Engelse Amateurs XI      | The Den, Londen             |
| 1930                      | Arsenal                                        | 2 – 1                 | Sheffield Wednesday      | Stamford Bridge, Londen     |
| 1931                      | Arsenal                                        | 1 – 0                 | West Bromwich Albion     | Villa Park, Birmingham      |
| 1932                      | Everton                                        | 5 – 3                 | Newcastle United         | St. James' Park, Newcastle  |
| 1933                      | Arsenal                                        | 3 – 0                 | Everton                  | Goodison Park, Liverpool    |
| 1934                      | Arsenal                                        | 4 – 0                 | Manchester City          | Highbury, Londen            |
| 1935                      | Sheffield Wednesday                            | 1 – 0                 | Arsenal                  | Highbury, Londen            |
| 1936                      | Sunderland                                     | 2 – 1                 | Arsenal                  | Roker Park, Sunderland      |
| 1937                      | Manchester City                                | 2 – 0                 | Sunderland               | Maine Road, Manchester      |
| 1938                      | Arsenal                                        | 2 – 1                 | Preston North End        | Highbury, Londen            |
| 1939 – 1947 niet gespeeld |                                                |                       |                          |                             |
| 1948                      | Arsenal                                        | 4 – 3                 | Manchester United        | Highbury, Londen            |
| 1949                      | Portsmouth + Wolverhampton Wanderers           | 1 – 1                 | (gedeeld)                | Highbury, Londen            |
| 1950                      | Engeland World Cup XI                          | 4 – 2                 | FA Canadian Touring Team | Stamford Bridge, Londen     |
| 1951                      | Tottenham Hotspur                              | 2 – 1                 | Newcastle United         | White Hart Lane, Londen     |
| 1952                      | Manchester United                              | 4 – 2                 | Newcastle United         | Old Trafford, Manchester    |
| 1953                      | Arsenal                                        | 3 – 1                 | Blackpool                | Highbury, Londen            |
| 1954                      | Wolverhampton Wanderers + West Bromwich Albion | 4 – 4                 | (gedeeld)                | Molineux, Wolverhampton     |
| 1955                      | Chelsea                                        | 3 – 0                 | Newcastle United         | Stamford Bridge, Londen     |
| 1956                      | Manchester United                              | 1 – 0                 | Manchester City          | Maine Road, Manchester      |
| 1957                      | Manchester United                              | 4 – 0                 | Aston Villa              | Old Trafford, Manchester    |
| 1958                      | Bolton Wanderers                               | 4 – 1                 | Wolverhampton Wanderers  | Burnden Park, Bolton        |
| 1959                      | Wolverhampton Wanderers                        | 3 – 1                 | Nottingham Forest        | Molineux, Wolverhampton     |
| 1960                      | Burnley + Wolverhamton Wanderers               | 2 – 2                 | (gedeeld)                | Turf Moor, Burnley          |
| 1961                      | Tottenham Hotspur                              | 3 – 2                 | FA Selected XI           | White Hart Lane, Londen     |
| 1962                      | Tottenham Hotspur                              | 5 – 1                 | Ipswich Town             | Portman Road, Ipswich       |
| 1963                      | Everton                                        | 4 – 0                 | Manchester United        | Goodison Park, Liverpool    |
| 1964                      | Liverpool + West Ham United                    | 2 – 2                 | (gedeeld)                | Anfield, Liverpool          |
| 1965                      | Manchester United + Liverpool                  | 2 – 2                 | (gedeeld)                | Old Trafford, Manchester    |
| 1966                      | Liverpool                                      | 1 – 0                 | Everton                  | Goodison Park, Liverpool    |
| 1967                      | Manchester United + Tottenham Hotspur          | 3 – 3                 | (gedeeld)                | Old Trafford, Manchester    |
| 1968                      | Manchester City                                | 6 – 1                 | West Bromwich Albion     | Maine Road, Manchester      |
| 1969                      | Leeds United                                   | 2 – 1                 | Manchester City          | Elland Road, Leeds          |
| 1970                      | Everton                                        | 2 – 1                 | Chelsea                  | Stamford Bridge, Londen     |
| 1971                      | Leicester City                                 | 1 – 0                 | Liverpool                | Filbert Street, Leicester   |
| 1972                      | Manchester City                                | 1 – 0                 | Aston Villa              | Villa Park, Birmingham      |
| 1973                      | Burnley                                        | 1 – 0                 | Manchester City          | Maine Road, Manchester      |
| 1974                      | Liverpool                                      | 1 – 1 (ns 6 – 5)      | Leeds United             | Wembley Stadium             |
| 1975                      | Derby County                                   | 2 – 0                 | West Ham United          | Wembley Stadium             |
| 1976                      | Liverpool                                      | 1 – 0                 | Southampton              | Wembley Stadium             |
| 1977                      | Manchester United + Liverpool                  | 0 – 0                 | (gedeeld)                | Wembley Stadium             |
| 1978                      | Nottingham Forest                              | 5 – 0                 | Ipswich Town             | Wembley Stadium             |
| 1979                      | Liverpool                                      | 3 – 1                 | Arsenal                  | Wembley Stadium             |
| 1980                      | Liverpool                                      | 1 – 0                 | West Ham United          | Wembley Stadium             |
| 1981                      | Aston Villa + Tottenham Hotspur                | 2 – 2                 | (gedeeld)                | Wembley Stadium             |
| 1982                      | Liverpool                                      | 1 – 0                 | Tottenham Hotspur        | Wembley Stadium             |
| 1983                      | Manchester United                              | 2 – 0                 | Liverpool                | Wembley Stadium             |
| 1984                      | Everton                                        | 1 – 0                 | Liverpool                | Wembley Stadium             |
| 1985                      | Everton                                        | 2 – 0                 | Manchester United        | Wembley Stadium             |
| 1986                      | Everton + Liverpool                            | 1 – 1                 | (gedeeld)                | Wembley Stadium             |
| 1987                      | Everton                                        | 1 – 0                 | Coventry City            | Wembley Stadium             |
| 1988                      | Liverpool                                      | 2 – 1                 | Wimbledon                | Wembley Stadium             |
| 1989                      | Liverpool                                      | 1 – 0                 | Arsenal                  | Wembley Stadium             |
| 1990                      | Liverpool + Manchester United                  | 1 – 1                 | (gedeeld)                | Wembley Stadium             |
| 1991                      | Arsenal + Tottenham Hotspur                    | 0 – 0                 | (gedeeld)                | Wembley Stadium             |
| 1992                      | Leeds United                                   | 4 – 3                 | Liverpool                | Wembley Stadium             |
| 1993                      | Manchester United                              | 1 – 1 (ns 5 – 4)      | Arsenal                  | Wembley Stadium             |
| 1994                      | Manchester United                              | 2 – 0                 | Blackburn Rovers         | Wembley Stadium             |
| 1995                      | Everton                                        | 1 – 0                 | Blackburn Rovers         | Wembley Stadium             |
| 1996                      | Manchester United                              | 4 – 0                 | Newcastle United         | Wembley Stadium             |
| 1997                      | Manchester United                              | 1 – 1 (ns 4 – 2)      | Chelsea                  | Wembley Stadium             |
| 1998                      | Arsenal                                        | 3 – 0                 | Manchester United        | Wembley Stadium             |
| 1999                      | Arsenal                                        | 2 – 1                 | Manchester United        | Wembley Stadium             |
| 2000                      | Chelsea                                        | 2 – 0                 | Manchester United        | Wembley Stadium             |
| 2001                      | Liverpool                                      | 2 – 1                 | Manchester United        | Millennium Stadium, Cardiff |
| 2002                      | Arsenal                                        | 1 – 0                 | Liverpool                | Millennium Stadium, Cardiff |
| 2003                      | Manchester United                              | 1 – 1 (ns 4 – 3)      | Arsenal                  | Millennium Stadium, Cardiff |
| 2004                      | Arsenal                                        | 3 – 1                 | Manchester United        | Millennium Stadium, Cardiff |
| 2005                      | Chelsea                                        | 2 – 1                 | Arsenal                  | Millennium Stadium, Cardiff |
| 2006                      | Liverpool                                      | 2 – 1                 | Chelsea                  | Millennium Stadium, Cardiff |
| 2007                      | Manchester United                              | 1 – 1 (ns 3 – 0)      | Chelsea                  | Wembley Stadium             |
| 2008                      | Manchester United                              | 0 – 0 (ns 3 – 1)      | Portsmouth               | Wembley Stadium             |
| 2009                      | Chelsea                                        | 2 – 2 (ns 4 – 1)      | Manchester United        | Wembley Stadium             |
| 2010                      | Manchester United                              | 3 – 1                 | Chelsea                  | Wembley Stadium             |
| 2011                      | Manchester United                              | 3 – 2                 | Manchester City          | Wembley Stadium             |
| 2012                      | Manchester City                                | 3 – 2                 | Chelsea                  | Villa Park                  |
| 2013                      | Manchester United                              | 2 – 0                 | Wigan Athletic           | Wembley Stadium             |
| 2014                      | Arsenal                                        | 3 – 0                 | Manchester City          | Wembley Stadium             |
| 2015                      | Arsenal                                        | 1 – 0                 | Chelsea                  | Wembley Stadium             |
| 2016                      | Manchester United                              | 2 – 1                 | Leicester City           | Wembley Stadium             |
| 2017                      | Arsenal                                        | 1 – 1 (ns 4 – 1)      | Chelsea                  | Wembley Stadium             |
| 2018                      | Manchester City                                | 2 – 0                 | Chelsea                  | Wembley Stadium             |
| 2019                      | Manchester City                                | 1 – 1 (ns 5 – 4)      | Liverpool                | Wembley Stadium             |
| 2020                      | Arsenal                                        | 1 – 1 (ns 5 – 4)      | Liverpool                | Wembley Stadium             |
| 2021                      | Leicester City                                 | 1 – 0                 | Manchester City          | Wembley Stadium             |
| 2022                      | Liverpool                                      | 3 – 1                 | Manchester City          | King Power Stadium          |
| 2023                      | Arsenal                                        | 1 – 1 (ns 4 – 1)      | Manchester City          | Wembley Stadium             |
| 2024                      | Manchester City                                | 1 – 1 (ns 7 – 6)      | Manchester United        | Wembley Stadium             |
| 2025                      | Crystal Palace FC                              | 2 – 2 (ns 3 – 2)      | Liverpool FC             | Wembley Stadium             |

## Statistieken

### Aantal titels per club
| Team                       | K. | Jaren kampioen | R. | Jaren runner-up                                            |
| -------------------------- | -- | --- | -- | ---------------------------------------------------------- |
| Manchester United FC       | 21 | 1908, 1911, 1952, 1956, 1957, 1965*, 1967*, 1977*, 1983, 1990*, 1993, 1994, 1996, 1997, 2003, 2007, 2008, 2010, 2011, 2013, 2016 | 10 | 1948, 1963, 1985, 1998, 1999, 2000, 2001, 2004, 2009, 2024 |
| Arsenal FC                 | 17 | 1930, 1931, 1933, 1934, 1938, 1948, 1953, 1991*, 1998, 1999, 2002, 2004, 2014, 2015, 2017, 2020, 2023                            | 7  | 1935, 1936, 1979, 1989, 1993, 2003, 2005                   |
| Liverpool FC               | 16 | 1964*, 1965*, 1966, 1974, 1976, 1977*, 1979, 1980, 1982, 1986*, 1988, 1989, 1990*, 2001, 2006, 2022                              | 9  | 1922, 1971, 1983, 1984, 1992, 2002, 2019, 2020, 2025       |
| Everton FC                 | 9  | 1928, 1932, 1963, 1970, 1984, 1985, 1986*, 1987, 1995                                                                            | 2  | 1933, 1966                                                 |
| Manchester City FC         | 7  | 1937, 1968, 1972, 2012, 2018, 2019, 2024                                                                                         | 9  | 1934, 1956, 1969, 1973, 2011, 2014, 2021, 2022, 2023       |
| Tottenham Hotspur FC       | 7  | 1921, 1951, 1961, 1962, 1967*, 1981*, 1991*                                                                                      | 2  | 1920, 1982                                                 |
| Chelsea FC                 | 4  | 1955, 2000, 2005, 2009 | 9  | 1970, 1997, 2006, 2007, 2010, 2012, 2015, 2017, 2018       |
| Wolverhampton Wanderers FC | 4  | 1949*, 1954*, 1959*, 1960* | 1  | 1958                                                       |
| West Bromwich Albion FC    | 2  | 1920, 1954* | 2  | 1931, 1968                                                 |
| Leicester City FC          | 2  | 1971, 2021 | 1  | 2016                                                       |
| Burnley FC                 | 2  | 1960*, 1973 | 1  | 1921                                                       |
| Leeds United FC            | 2  | 1969, 1992 | 1  | 1974                                                       |
| Newcastle United FC        | 1  | 1909 | 5  | 1932, 1951, 1952, 1955, 1996                               |
| Aston Villa FC             | 1  | 1981* | 3  | 1910, 1957, 1972                                           |
| Blackburn Rovers FC        | 1  | 1912 | 3  | 1928, 1994, 1995                                           |
| West Ham United FC         | 1  | 1964* | 2  | 1975, 1980                                                 |
| Nottingham Forest FC       | 1  | 1978 | 1  | 1959                                                       |
| Portsmouth FC              | 1  | 1949* | 1  | 2008                                                       |
| Sheffield Wednesday FC     | 1  | 1935 | 1  | 1930                                                       |
| Sunderland AFC             | 1  | 1936 | 1  | 1937                                                       |
| Bolton Wanderers FC        | 1  | 1958 |    |                                                            |
| Brighton & Hove Albion FC  | 1  | 1910 |    |                                                            |
| Cardiff City FC            | 1  | 1927 |    |                                                            |
| Crystal Palace FC          | 1  | 2025 |    |                                                            |
| Derby County FC            | 1  | 1975 |    |                                                            |
| Huddersfield Town FC       | 1  | 1922 |    |                                                            |
| Ipswich Town FC            |    | | 2  | 1962, 1978                                                 |
| Queens Park Rangers FC     |    | | 2  | 1908, 1912                                                 |
| Blackpool FC               |    | | 1  | 1953                                                       |
| Corinthians FC             |    | | 1  | 1927                                                       |
| Coventry City FC           |    | | 1  | 1987                                                       |
| Northampton Town FC        |    | | 1  | 1909                                                       |
| Preston North End FC       |    | | 1  | 1938                                                       |
| Southampton FC             |    | | 1  | 1976                                                       |
| Swindon Town FC            |    | | 1  | 1911                                                       |
| Wigan Athletic FC          |    | | 1  | 2013                                                       |
| Wimbledon FC               |    | | 1  | 1988                                                       |

Noot: * = gedeeld
1990 · 1991 · 1992 · 1993 · 1994 · 1995 · 1996 · 1997 · 1998 · 1999 · 2000 · 2001 · 2002 · 2003 · 2004 · 2005 · 2006 · 2007 · 2008 · 2009 · 2010 · 2011 · 2012 · 2013 · 2014 · 2015 · 2016 · 2017 · 2018 · 2019 · 2020 · 2021 · 2022 · 2023 · 2024 · 2025